# دختری در قطار (فیلم ۲۰۰۹)
دختری در قطار (به فرانسوی: La fille du RER)، فیلمی درام به کارگردانی آندره تشینه که در سال ۲۰۰۹ منتشر شد.

## بازیگران
- امیلی دوکن در نقش جین
- کاترین دنو به عنوان لوئیس
- میشل بلان به عنوان ساموئل بلیستین
- متیو دومی به عنوان الکس
- رونیت القبص به عنوان جودیت
- نیکولا دوووشل به عنوان فرانک
- Jérémie Quaegebeur به عنوان ناتان